# Gyrodus
Gyrodus hexagonus
Genre
Gyrodus est un genre éteint de poissons à nageoires rayonnées de l’ordre également éteint des Pycnodontiformes. Il a vécu du Rhétien au Cénomanien. Ce genre a été décrit par Louis Agassiz en 1843. Son espèce type est Gyrodus hexagonus.

## Famille
- † Acrotemnus Agassiz, 1843
- † Anomoeodus Forir, 1887
- † Athrodon Sauvage, 1880
- † Callodus Thurmond, 1974
- † Coccodus
- † Coelodus Haeckel
- † Gyrodus Agassiz, 1843
- † Iemanja Wenz, 1989
- † Macromesodon Blake, 1905
- † Microdon Agassiz, 1833
- † Microdus
- † Micropycnodon Hibbard et Graffham, 1945
- † Neoproscinetes De Figueiredo et Silva Santos, 1990
- † Nonaphalagodus Thurmond, 1974
- † Omphalodus von Meyer, 1847
- † Paleobalistum
- † Paramicrodon Thurmond, 1974
- † Polypsephis Hay, 1899
- † Proscinetes Gistl, 1848
- † Pycnodus Agassiz, 1835
- † Pycnomicrodon Hibbard et Graffham, 1941
- † Sphaerodus Agassiz, 1843
- † Stemmatodus
- † Tepexichthys Applegate, 1992
- † Typodus Quenstedt, 1858
- † Xenopholis Davis, 1887

## Galerie

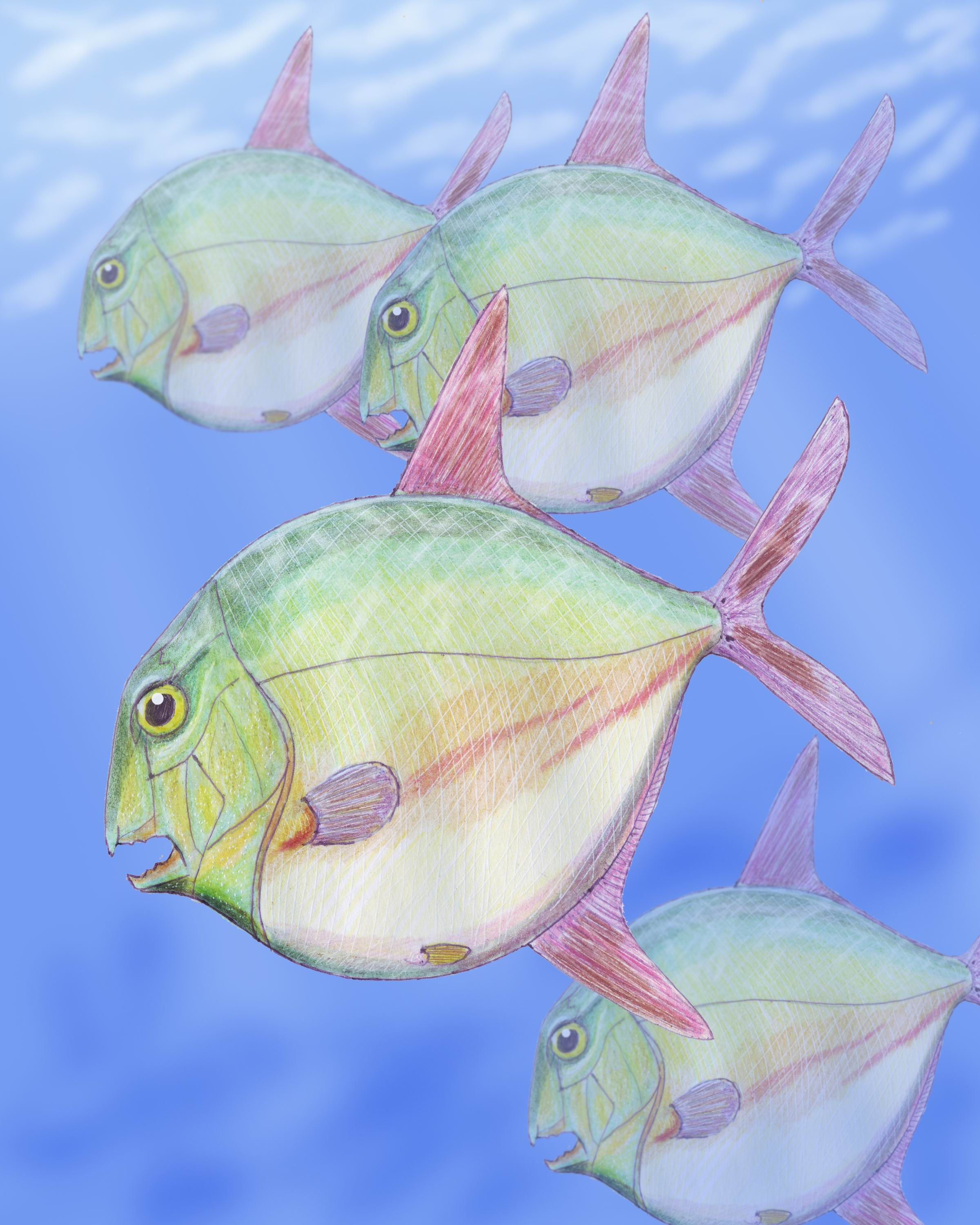
Gyrodus hexagonus – reconstitution
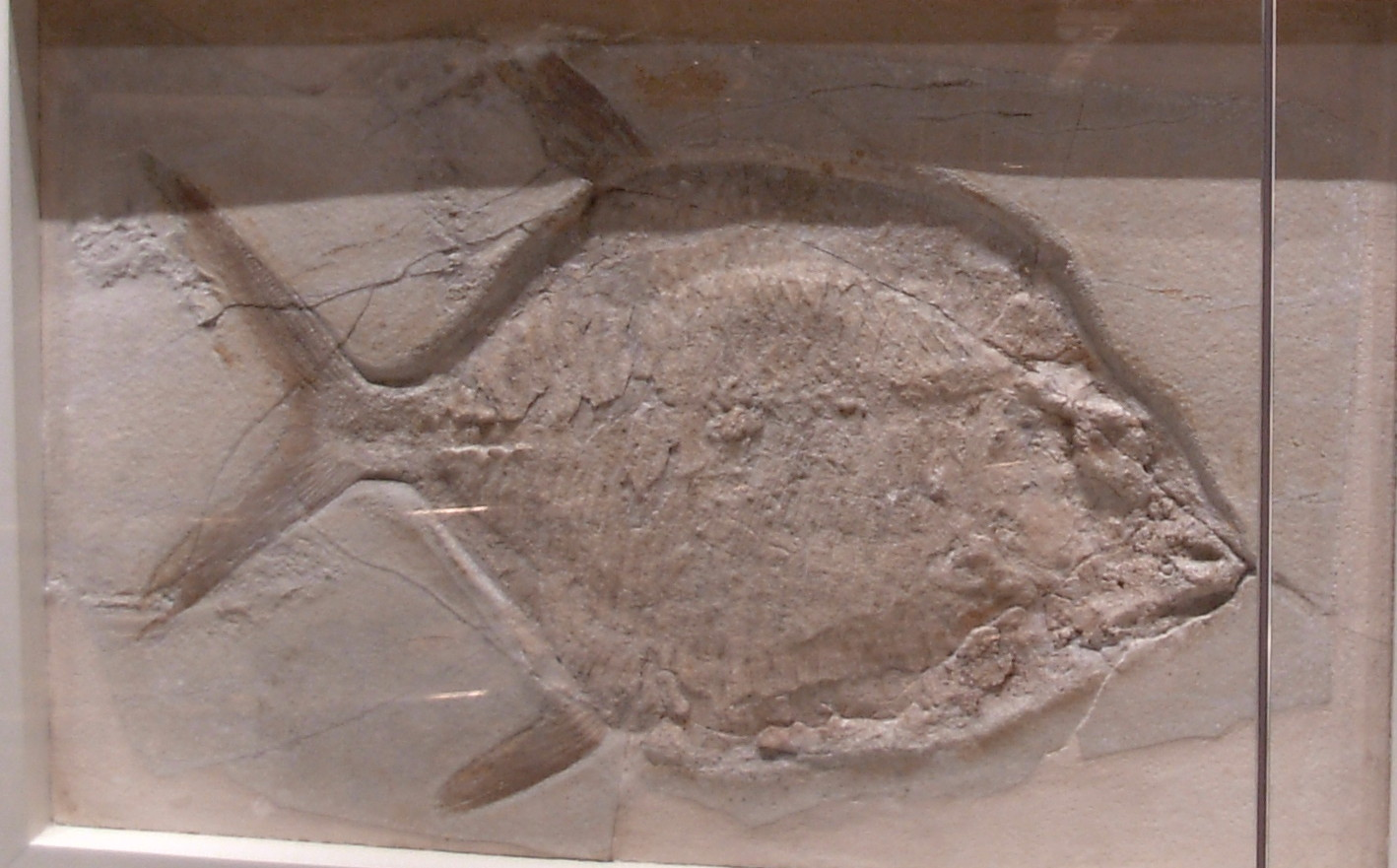
Gyrodus circularis
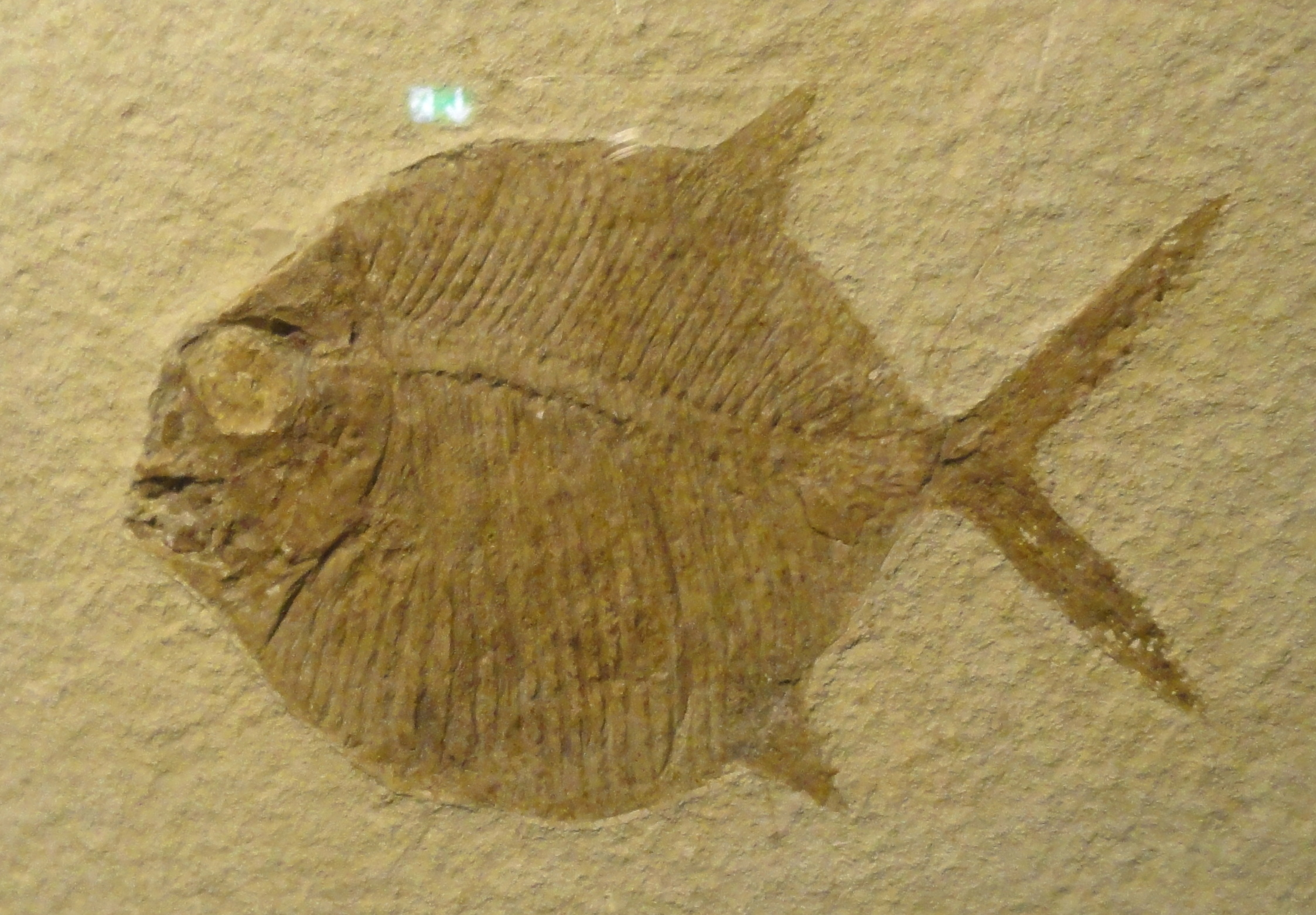
Gyrodus macrophthalmus